# 거창중학교
거창중학교(居昌中學校)는 대한민국 경상남도 거창군 거창읍 대동리에 있는 공립 중학교이다.

## 학교 연혁
- 1951년 8월 31일 : 교육법 개정으로 거창농업중학교에서 거창중학교로 분리 인가
- 1953년 6월 20일 : 거창농림고등학교에서 현 위치로 이전
- 1971년 3월 5일 : 중학교 평준화로 15학급 인가
- 1978년 8월 11일 : 본관 철근콘크리트스라브조 16교실 신축
- 1985년 3월 1일 : 특수학급 인가
- 1990년 7월 7일 : 체육관 준공
- 2001년 9월 3일 : 급식소 준공
- 2002년 11월 9일 : 도서관 준공
- 2010년 1월 22일 : 17(1)학급 인가
- 2011년 3월 1일 : A형 교과교실 3층 9실 증축, 24실 리모델링
- 2021년 2월 5일 : 제71회 졸업식(졸업생 103명, 누계 16,756명 분교포함)
- 2021년 3월 2일 : 입학식(신입생 107명)
- 2021년 9월 1일 : 제23대 김인수 교장 부임

## 참고 자료
- 거창중학교 - 한국교육학술정보원 학교알리미